# Spin Doctors (groupe)
Pour les articles homonymes, voir Spin doctor (homonymie).
Spin Doctors est un groupe de rock alternatif américain, originaire de New-York. Formé en 1991, il est surtout connu pour ses deux singles à succès Two Princes et Little Miss Can't Be Wrong, issus de l'album Pocket Full of Kryptonite, sorti en 1991.

## Biographie

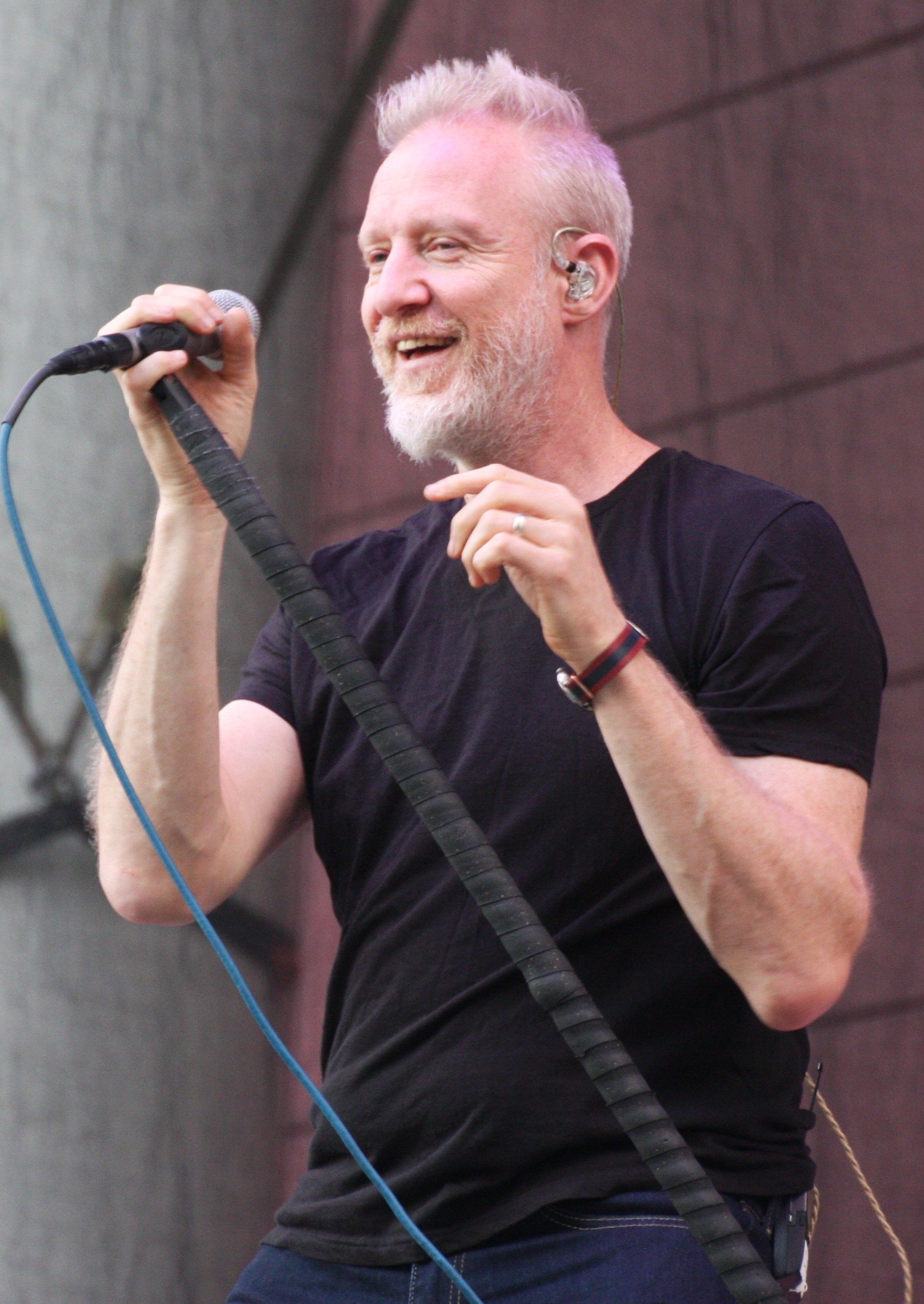
Chris Barron en 2017.

L'histoire des Spin Doctors remonte à la fin des années 1980 à New York, dans un groupe appelé Trucking Company, qui comprenait le guitariste Eric Schenkman, John Popper, et plus tard Chris Barron, ami de Popper au lycée de Princeton, New Jersey. Popper quitte le groupe pour se consacrer à Blues Traveler. Désormais appelé Spin Doctors, et après le recrutement d'Aaron Comess et Mark White, la formation se met en place au printemps 1989.
The Spin Doctors signent chez Epic Records/Sony Music par l'A&R Frankie LaRocka en 1991. Leur premier EP chez Rpic, Up for Grabs...Live, est enregistré en live au Wetlands Preserve de Manhattan, et publié en janvier 1991. En novembre 1992, ces chansons d'EP sont remixées pour devenir l'album Homebelly Groove...Live
Le premier album studio des Spin Doctors, Pocket Full of Kryptonite, est publié en août 1991. Le groupe continue de tourner se popularisant auprès d'un public solide, mais reste toujours marginal commercialement. En été 1992, le groupe joue au festival H.O.R.D.E. avec Widespread Panic, Blues Traveler, et Phish. Cet été, la popularité commerciale du groupe grimpe en flèche, avec une diffusion de leurs clips Little Miss Can't Be Wrong et Two Princes (réalisés par Rich Murray) sur MTV. L'album est certifié disque d'or en septembre 1992. D'autres clips sont tournés pour What Time Is It, How Could You Want Him (When You Know You Could Have Me?), et la B.O. de Beethoven 2 Jimmy Olsen's Blues. En juin 1993, l'album est certifié triple disque de platine. Il finira par se vendre à plus de cinq millions aux États-Unis.
Les Spin Doctors font une apparition dans Sesame Street, chantant une version modifiée de Two Princes qui met l'accent sur l'importance de partager. En 1993, ils reprennent Have You Ever Seen the Rain? de Creedence Clearwater Revival, pour le film Philadelphia et Spanish Castle Magic pour l'album-hommage Stone Free: A Tribute to Jimi Hendrix.
Le deuxième album studio des Spin Doctors, Turn It Upside Down, est publié en juin 1994, mais est moins bien commercialement accueilli que Pocket Full of Kryptonite. En 1998, les Spin Doctors signent chez Uptown/Universal et publient Here Comes the Bride en juin 1999. Pendant l'enregistrement de Here Comes the Bride, Mark White quitte le groupe.
En avril 2013, le groupe sort If the River Was Whiskey, son sixième album studio,.

## Membres
- Christopher Barron Gross - chant
- Eric Schenkman - guitare, chant
- Mark White - basse
- Aaron Comess - batterie